# ミハイル・カトゥコフ
ミハイル・エフィーモヴィチ・カトゥコフ（ロシア語: Михаи́л Ефи́мович Катуко́в、1900年9月17日 - 1976年6月8日）は、ソビエト連邦の軍人。最終階級は戦車軍元帥。
大祖国戦争勃発後、モスクワの戦いで戦功をあげ、さらに第1戦車軍を率いてクルスクの戦い、バグラチオン作戦、ヴィスワ＝オーデル攻勢、ベルリンの戦いなどに参戦し、ソビエトにおける戦車部隊指揮の英雄として名をとどめた。

## 経歴
1900年にロシア帝国モスクワ県の農家に生まれた。1919年に赤軍へ入隊。ロシア内戦に従軍し1920年12月から1922年3月まで士官教育を受けた後、歩兵部隊指揮官に就く。1932年から機械化部隊に異動し、1935年にスターリン記念赤軍機械化アカデミーを卒業、翌年7月に陸軍大尉へ昇進した。1938年10月には、第45機械化兵団第5軽戦車旅団の司令官に就任する。

### 大祖国戦争
ドイツが発動したバルバロッサ作戦によって大祖国戦争が展開されたが、戦争勃発時にカトゥコフは第20戦車師団を率いていた。緒戦で同師団が壊滅後は同師団と第15戦車師団の残存部隊が再編された第4戦車旅団を率いた。カトゥコフの旅団は1941年のモスクワ攻防戦において、10月2日にトゥーラの防衛を命じられた。彼は森林と塹壕に配置したT-34中戦車および高射砲による巧みな待ち伏せ戦術と陣地転換、夜襲により、ドイツ軍最精鋭の装甲部隊であるハインツ・グデーリアン指揮の第2装甲軍を翻弄し、8日にわたりモスクワ南方からの攻勢を遅滞させる。押されっぱなしの赤軍にとって、カトゥコフの活躍は勝機につながる快挙であり、またT-34戦車の優位が示された。この功績により、彼の第4戦車旅団は栄誉ある「親衛隊」の名を装甲部隊として初めて冠せられ、それにより第1親衛戦車旅団と改称された。
1943年1月、第29軍から改編された第1戦車軍の指揮官に就任した。
1943年7月に起こったクルスクの戦いでは、カトゥコフの第1戦車軍は南方から攻め込んできたドイツ軍装甲部隊の猛攻を受けた。しかし、よく訓練された彼の部隊は塹壕などを用いて頑丈な防御態勢を築き、大損害を受けつつもドイツ軍からの防衛に成功している。その後、第１ウクライナ方面軍のもとで、1944年3月にドニエストル河を渡河してカメネツ＝ポドリスキー包囲戦に加わり、さらにワルシャワの前面にまで進出している。ベルリン陥落まで第1親衛戦車軍（1944年4月に親衛称号を受けた）は常に前線に配置された。一連の功績により、カトゥコフはソ連邦英雄を2度受章した。

### 戦後
戦後はドイツ駐留ソ連軍の機甲部隊司令官や陸軍訓練総局副局長に就任し、戦車軍元帥に列せられた。

## 叙勲
ソビエト連邦
|  | ソ連邦英雄2回                                       |
|  | レーニン勲章4回                                     |
|  | 赤旗勲章3回                                         |
|  | 1等スヴォーロフ勲章2回                              |
|  | 1等及び2等クトゥーゾフ勲章                          |
|  | 1等ボグダン・フメリニツキー勲章                     |
|  | 赤星勲章                                            |
|  | 3等ソ連軍勤務時祖国奉仕勲章                         |
|  | ソ連軍退役軍人記章                                  |
|  | モスクワ防衛記章                                    |
|  | ベルリン攻略記章                                    |
|  | 1941年-1945年大祖国戦争における対ドイツ戦勝記章     |
|  | 1941年–1945年大祖国戦争勝利20年記念記章             |
|  | 1941年–1945年大祖国戦争勝利30年記念記章             |
|  | 労働者農民赤軍20年記念記章                          |
|  | ソビエト陸海軍30年記念記章                          |
|  | ソ連軍40年記念記章                                  |
|  | ソ連軍50年記念記章                                  |
|  | ウラジーミル・イリイチ・レーニン生誕100周年記念記章 |

外国
|  | 祖国功労勲章金章 (東ドイツ)              |
|  | 2等グルンヴァルト十字章 (ポーランド)     |
|  | ヴィルッチ・ミリタリ勲章 (ポーランド)    |
|  | ポーランド復興勲章 (ポーランド)          |
|  | 1939年-1945年ワルシャワ記章 (ポーランド) |
|  | ナイセ・バルト海勲章 (ポーランド)        |
|  | 殊功勲章 (イギリス)                      |
|  | スフバートル勲章 (モンゴル人民共和国)    |
|  | 赤旗勲章 (モンゴル人民共和国)            |
|  | 戦功勲章 (モンゴル人民共和国)            |

## 登場作品

### 映画
- 『パットン大戦車軍団』 - 1970年の映画。ジョージ・パットンとともに対独勝利を祝う姿が描かれている。この時、パットンがカトゥコフに対しクソ野郎と侮辱したため、カトゥコフは「そういうお前もクソ野郎だ」と言い返した。
- 『ヨーロッパの解放』1970～72年監督ユーリー・オーゼロフ（ソ連）　独ソ戦を1943年夏のクルクス戦から1945年６月のベルリン攻略まで描いた大作で、第１親衛戦車軍司令官として登場。

### ゲーム
- 『ミリ姫大戦』 - 2015年のブラウザゲーム。T-34/76を使用するキャラクター(声:上坂すみれ)として登場。